# Братиславци
Братиславци (на словенски: Bratislavci) е село в Словения, Подравски регион, община Дорнава. Според Националната статистическа служба на Република Словения през 2002 г. селото има 206 жители.